# Hanne Sophie Greve
Hanne Sophie Greve sinh ngày 14.4.1952 ở Tønsberg, là thẩm phán người Na Uy.

## Sự nghiệp
Bà đậu bằng candidata juris năm 1976 và bằng tiến sĩ luật năm 1988 ở Đại học Bergen. Bản luận án tiến sĩ của bà viết về những người tỵ nạn từ Campuchia (Kampuchean refugees "between the tiger and the crocodile". International law and the overall scope of one refugee situation)., một đề tài trong đó bà tỏ ra đặc biệt quan tâm và đã viết trong nhiều dịp khác nhau.
Bà làm thẩm phán ở "Tòa thượng thẩm Gulating" (Bergen) và đã can dự vào nhiều dự án quốc gia và quốc tế trong đó vấn đề nhân quyền được đặc biệt chú ý. Sau đó bà làm thẩm phán ở Tòa án Quốc tế vì Công lý tại Den Haag và ở Tòa án Nhân quyền châu Âu tại Strasbourg.
Năm 1985 bà làm việc về quyền của trẻ em ở Ethiopia trong tình trạng chiến tranh. Năm 1987 bà làm việc ở Namibia cho "Liên đoàn giáo hội Luther thế giới" về vấn đề vi phạm nhân quyền trong các trại tỵ nạn.
Năm 1990 bà làm việc ở Campuchia trong công tác cứu trợ nhân đạo của Na Uy cho các vùng bị chiến tranh và năm 1995 ở Botswana cho việc phát triển khu vực nông thôn sau nội chiến. Greve cũng là đại diện của Na Uy trong Tòa án Hình sự Quốc tế cho Nam Tư cũ.
Năm 2007, bà viết một quyển sách về một vụ được cho là thủ đoạn đánh lạc hướng do Winston Churchill khởi xướng, liên quan đến một cuộc xâm nhập của quân đồng minh vào năm 1942 trong Thế chiến thứ hai. Greve cho rằng cuộc xâm nhập này không bao giờ trở thành bất cứ cái gì khác hơn là một trò giải trí, một trò giải trí đã khiến hàng trăm người Na Uy mất mạng, trong đó có các cư dân của một làng đánh cá ở vùng Vestlandet của Na Uy. Chưa ấn định ngày xuất bản sách này.
Ngày 30 tháng 4 năm 2007 Greve nói rằng Na Uy đã được coi như là một nơi ẩn náu cho các tên tội phạm chiến tranh quốc tế cũng giống như các nước Nam Mỹ sau Thế chiến thứ hai. Lời tuyên bố này được đưa ra trong một tài liệu truyền hình trên đài TV 2 của Na Uy.

## Giải thưởng
- Giải Lời nói tự do 1995.[2]
- Norske kirkeakademiers Brobyggerpris 1997
- Huân chương thánh Olav, hiệp sĩ hạng nhất 2000
- Fangenes Testamente 2003
- Erik Byes Minnepris 2006

## Tác phẩm
- Kampuchean refugees 'between the tiger and the crocodile': international law and the overall scope of one refugee situation (1988)
- Land tenure and property rights in Cambodia (1993)
- Frihet fra lenker: arbeid for menneskets rettigheter: professor Thorolf Raftos stiftelse 1986-1996 ISBN 82-7674-149-5